# 塩月学
塩月 学（學、しおつき まなぶ、1892年（明治25年）3月10日 - 1966年（昭和41年）12月17日）は、大正から昭和期の雑誌編集者、政治家。衆議院議員。

## 経歴
大分県大野郡三重村（三重町を経て現豊後大野市）で、塩月古五郎の長男として生まれる。故郷や大分の呉服店に奉公後、19歳で上京。苦学して、第七高等学校造士館を経て、1922年（大正11年）東京帝国大学法学部政治学科を卒業した。
安田保善社に入社し、その後、秘書課長に就任。政界入りを目指して安田保善社を退職し、第一出版社を経営し、日本青年社を創立し雑誌『青年日本』を発刊した。
1929年（昭和4年）東京市疑獄事件を受けて実施された東京市会議員選挙に出馬して最高点で当選。1932年（昭和7年）2月の第18回衆議院議員総選挙で大分県第1区から立憲政友会公認で出馬して初当選。以後、第19回、第20回、第21回総選挙に立候補したがいずれも落選。この間、中華民国函中央指導部委員、興亜同盟庶務部長、同総本部輔導部長、大東亜省事務嘱託なども務めた。
戦後、1946年（昭和21年）日本自由党の大分県支部結成に参画し初代支部長に就任。1946年（昭和21年）4月の第22回総選挙で大分県全県区から出馬して再選され、衆議院議員に通算2期在任した。この間、第1次吉田内閣・外務参与官、日本自由党政調会復員部長などを務めたが、その後、自由党の主流から外れ、公職追放となった。1948年（昭和23年）、政治資金に関する問題で衆議院不当財産取引調査特別委員会に証人喚問された。
1963年（昭和38年）11月の第30回総選挙で大分県第1区から無所属で、長女・塩月政子が立候補したが落選している。